# Super Video CD
 Super Video CD  ( SVCD ) és un format utilitzat per a emmagatzemar vídeo a discos compactes estàndard. Encara que és una versió millorada de l'estàndard Video CD (VCD), la qualitat d'imatge i l'àudio és menor que la del format DVD.

## Especificacions tècniques
SVCD es grava usant el format 2/XA en mode CD-ROM, permetent aproximadament 800 megabytes de dades emmagatzemades en un CD de 80 minuts (700 megabytes quan s'usa el mode 1). Un CD pot donar fins a 35 minuts de vídeo i àudio en alta qualitat. Tanmateix, la taxa de bits i, per tant, la qualitat, ha de ser reduïda per acomodar la durada del vídeo. És difícil introduir més de 100 minuts de vídeo a la SVCD a una qualitat raonable, i molts reproductors són incapaços de suportar un vídeo amb una velocitat de bits instantanis per sota de 300 o 600 kilobits per segon.

### Contenidor
En un SVCD, els canals d'àudio i vídeo estan multiplexats en un contenidor MPEG-PS.

### Video
- Còdec: MPEG-2
- Resolució: 2/3 D1
  - NTSC: 480x480
  - PAL/SECAM: 480x576
- Relació d'aspecte: 4:3/16:9
- Fotogrames per segon:
  - NTSC: 29.97 fotogrames per segon
  - PAL/SECAM: 25 fotogrames per segon
- Taxa de bits: Fins a 2600 kilobits per segon
  - Rate control: Taxa de bits constant o variable